# Close-Up (kem đánh răng)
Close-up là một nhãn hiệu kem đánh răng của Mỹ được Unilever giới thiệu vào năm 1967 với tư cách là kem đánh răng dạng gel đầu tiên. Nhãn hiệu được tiếp thị trên toàn thế giới bởi Unilever và được cấp phép từ năm 2003 cho Church & Dwight tại thị trường Bắc Mỹ.
Kem đánh răng Close-Up cũng có mặt tại thị trường một số quốc gia Philippines, Peru, Argentina, Indonesia, Việt Nam, Sri Lanka, Ấn Độ, Iran, Brazil, Nga, Nigeria và Bangladesh. Close-Up là một trong những nhãn hiệu hàng đầu về doanh số bán hàng ở Ấn Độ. Nhãn hiệu được định vị vào phân khúc thanh niên với phong cách sống hấp dẫn trong chiến dịch quảng cáo. Theo một báo cáo tháng 8 năm 2016 trên The Economic Times, Close-Up đứng ở vị trí thứ hai về thị phần kem đánh răng ở Ấn Độ trong thời gian từ tháng 1 đến tháng 6 năm 2015 cũng như từ tháng 1 đến tháng 6 năm 2016.